# 约瑟夫·泰勒·鲁宾逊
约瑟夫·泰勒·鲁宾逊（英語：Joseph Taylor Robinson，1872年8月26日—1937年7月14日），是美国民主党政治家，他曾担任第23任阿肯色州州长，同时亦是1928年民主党的副总统候选人。他于1913年3月卸任阿肯色州州长，随即被选为联邦参议员，之后他一直以进步主义者的形象活跃在国会。1932年美国参议院选举过后，民主党掌握了参院的多数席次，鲁宾逊也因此成为参议院多数党领袖。作为罗斯福新政的坚定支持者，他任内确保了大量的新政立法得以在参议院通过。1937年7月，鲁宾逊在司法程序改革法案的辩论中因心脏衰竭而逝世，享年64岁。